# Genio di Palermo

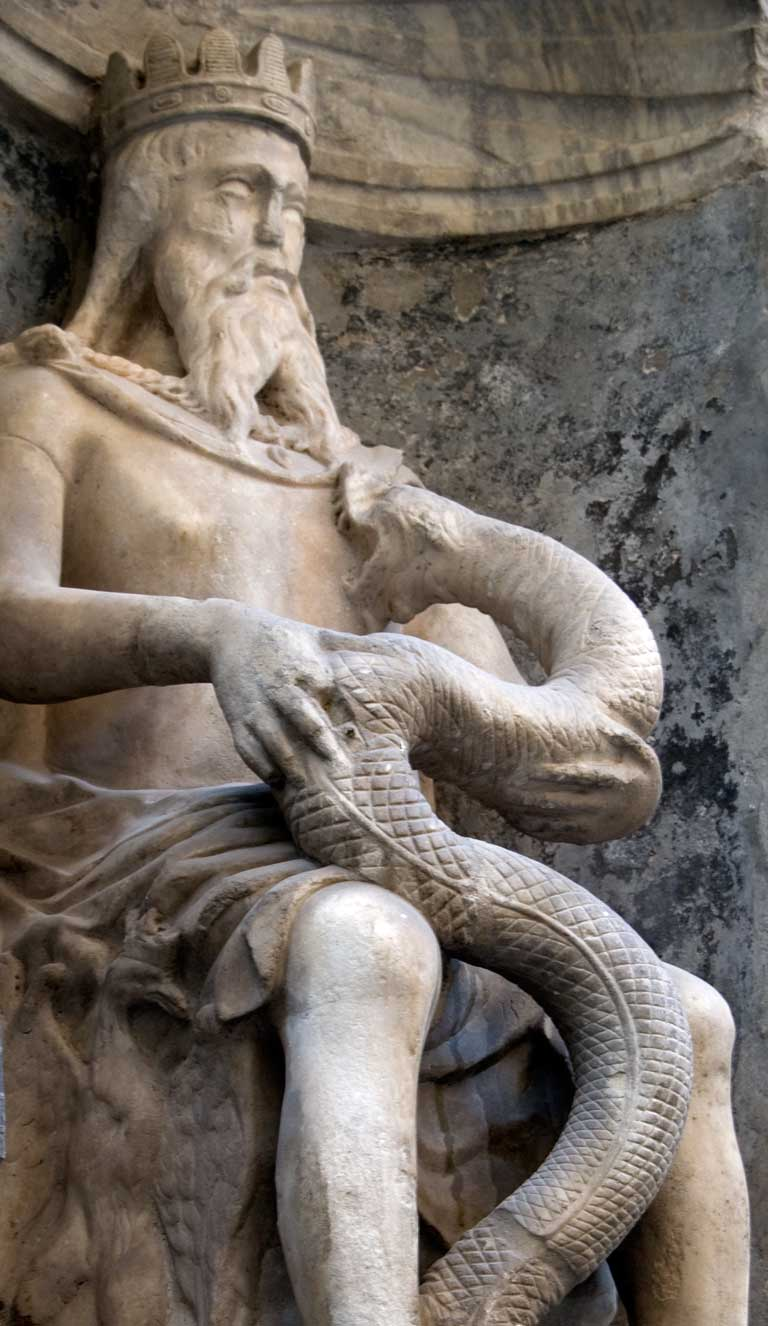
Genio van Palermo, Piazzetta Garraffo, Palermo

De Genio van Palermo is een symbool van de Italiaanse stad Palermo, hoofdplaats van de regio Sicilië. Zelfs toen de heilige Rosalia in de 17e eeuw beschermheilige van Palermo werd, bleef de verering van deze niet-christelijke figuur van Genio verder bestaan.

## Betekenis
De oorsprong gaat terug tot eerder dan de Romeinse Oudheid. Alhoewel er geen bronnen van destijds bestaan over deze mythische figuur, was de betekenis in de Klassieke Oudheid alleszins deze van een beschermende kleine godheid, iemand die de woonplaats beschermt waar Palermitanen opgroeien en sterven.
De Romeinen spraken in het algemeen van de Genius loci of de geest van een plaats.

## Beschrijving
De Genio van Palermo is een oude man met een lange baard die in twee delen gescheiden is. De Genio draagt een kroon. Aan zijn linkerborst ligt een slang die zich voedt aan zijn borst.

## Cultus
De verering van de Genio van Palermo startte kleinschalig in de 14e eeuw doch kende vanaf de 15e eeuw een brede volksverering. Dit had te maken met niet-Siciliaanse kooplui die in Palermo verbleven: uit Pisa, Genua, de Amalfitaanse kust en uit Catalonië. Sicilië behoorde tot de Spaanse Kroon. De Genio was een affirmatie van de Palermitaanse eigenheid. Op diverse plaatsen in de stad verrezen afbeeldingen van de Genio, beelden en zelfs een fontein: de marmeren Fontana del Garraffo op de Piazzetta Garraffo.